# Australasian Championships 1919
Gli Australasian Championships 1919 (conosciuto oggi come Australian Open) sono stati la 12ª edizione degli Australasian Championships, a seguito del primo conflitto mondiale il torneo si è disputato in grande ritardo, gli incontri si sono giocati dal 21 al 26 gennaio 1920 sui campi in erba del White City Stadium di Sydney in Australia.
Il singolare maschile è stato vinto dal britannico Algernon Kingscote, che si è imposto sull'australiano Eric Pockley in tre set. Nel doppio maschile si è imposta la coppia formata da Pat O'Hara Wood e Ron Thomas. 
Non si sono giocati i tornei femminili e il doppio misto che saranno introdotti nel 1922.

## Risultati

### Singolare maschile
Algernon Kingscote ha battuto in finale  Eric Pockley con il punteggio di 6–4, 6–0, 6–3.

### Doppio maschile
Pat O'Hara Wood /  Ron Thomas hanno battuto in finale  James Anderson /  Arthur Lowe con il punteggio di 7–5, 6–1, 7–9, 3–6, 6–3.